# Италия во Второй мировой войне
Фашистская Италия вступила во Вторую мировую войну на стороне стран Оси 10 июня 1940 года, объявив войну Великобритании и Франции. 28 октября 1940 года Италия объявила войну Королевству Греции, 6 апреля 1941 года — Югославии. 22 июня 1941 года Италия вместе со странами Оси напала на СССР. 11 декабря 1941 года Италия вместе с Германией объявила войну США.
Итальянские войска принимали участие в боях на юге Франции, в Северной Африке, в Греции и Югославии, а также на восточном фронте против СССР. За период с 1940 по 1943 год под итальянской оккупацией находились части территорий Франции, Югославии, Греции, а также захваченная в 1939 году Албания.
К 1943 году, в результате военных неудач и кризиса в тылу, Италия потеряла все свои колонии в Африке, а также итальянский остров Сицилия. 25 июля 1943 года фашистский лидер Италии Бенито Муссолини был арестован. 3 сентября 1943 года новое итальянское правительство заключило перемирие с США и Великобританией. 8 сентября 1943 года капитуляция Италии вступила в силу.
В сентябре 1943 года Германия оккупировала Северную и Центральную Италию. 12 сентября 1943 года Муссолини был освобожден немецкими войсками. 23 сентября 1943 года на оккупированных Германией итальянских территориях была провозглашена Итальянская социальная республика, которая продолжала войну вплоть до своего краха в 1945 году.
Королевское правительство Италии 13 октября 1943 года объявило войну Германии и странам Оси. Итальянская армия воевала против немецких войск в 1943—1945 годах на стороне антигитлеровской коалиции на территории Италии и на Балканах — в Югославии, Албании и Греции плечом к плечу с советскими, американскими, британскими, югославскими и болгарскими войсками. На оккупированных немцами территориях Италии развернулось партизанское движение Сопротивления. Усилиями партизан и англо-американских войск Италия была освобождена от немецкой оккупации. 28 апреля 1945 года Муссолини был расстрелян. 29 апреля 1945 года немецкие войска в Италии капитулировали.

## Предпосылки войны
Королевство Италия было провозглашено в 1861 году в Турине. К 1870 году оно объединило вокруг себя все ранее раздробленные итальянские государства, последним из которых стала Папская область и её столица Рим. Новообразованное государство со столицей, теперь уже в Риме, как и любая другая региональная европейская держава того времени, остро нуждалась в колониях. Наиболее заманчивым и осваиваемым тогда колониальным регионом и наиболее близко расположенным к Италии являлась Африка. Уже в 1869 году в Восточную Африку (Сомали и Эритрея) прибывают первые итальянские колонисты. Закрепившись там, в 1895 году итальянцы попытались завоевать соседнюю Эфиопию, однако потерпели унизительное поражение. В 1911 году, желая завладеть землями в Северной Африке, Италия начала войну с Османской Империей, которую разгромила и захватила Ливию и Додеканес.

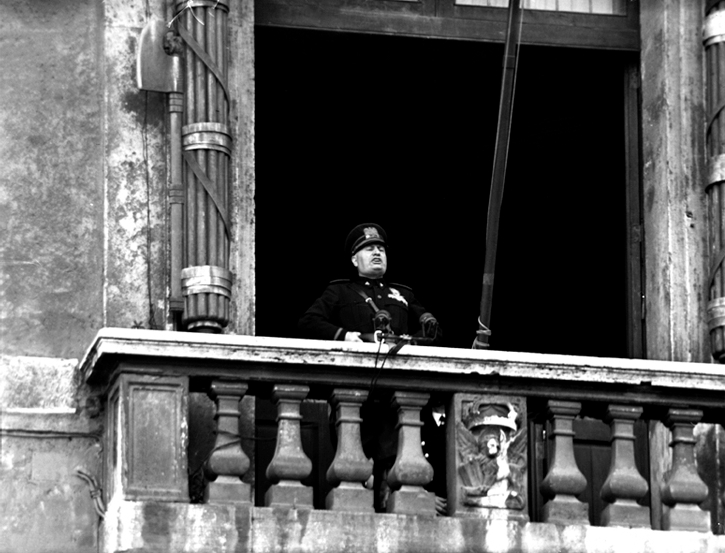
Муссолини объявляет о вступлении Италии в войну с балкона дворца Палаццо Венеция вечером 10 июня 1940 года

 Являясь членом Тройственного союза, с началом Первой мировой войны Королевство Италия не выступило на стороне Германии и Австро-Венгрии. Италию интересовали земли Южный Тироль и Истрия, которые находились под властью давнего врага Италии — Австро-Венгрии. Государства Антанты пообещали Италии эти земли в обмен на участие в войне на их стороне, что в 1915 году Италия и сделала. Война для итальянцев оказалась очень тяжёлой и кровопролитной. Помощь союзников по Антанте была слабой, а их реальное участие началось лишь в 1917 году, значительная часть итальянского фронта была на севере страны в труднодоступных Альпах.
Хотя после окончания войны, в 1919 году, Италия всё же получила территории Австро-Венгрии, однако не все обещанные, что создавало почву для недовольства. В то же время вызванное войной обнищание населения, а также революционные события в Германии и России усилили революционные и коммунистические настроения в Италии, с перспективами левой радикализации. В такой ситуации промышленники и землевладельцы, а также бывшие ветераны-офицеры итальянской армии создали крайне правое политическое движение, впоследствии ставшее известное как фашистское. В 1922 году фашисты во главе с Муссолини пришли к власти в стране.
На волне национализма росли и имперские настроения. Фашисты объявили своей целью не просто восстановление страны, но и завоевания новых колоний с дальнейшим провозглашением Новой Римской (Итальянской) империи. Уже в 1920-е годы между Италией и её соседями: Югославией и Грецией возникли напряжённые отношения из-за территориальных споров. В 1923 г. итальянские войска временно оккупировали греческий остров Корфу из-за убийства итальянского генерала и офицеров на греческой территории.

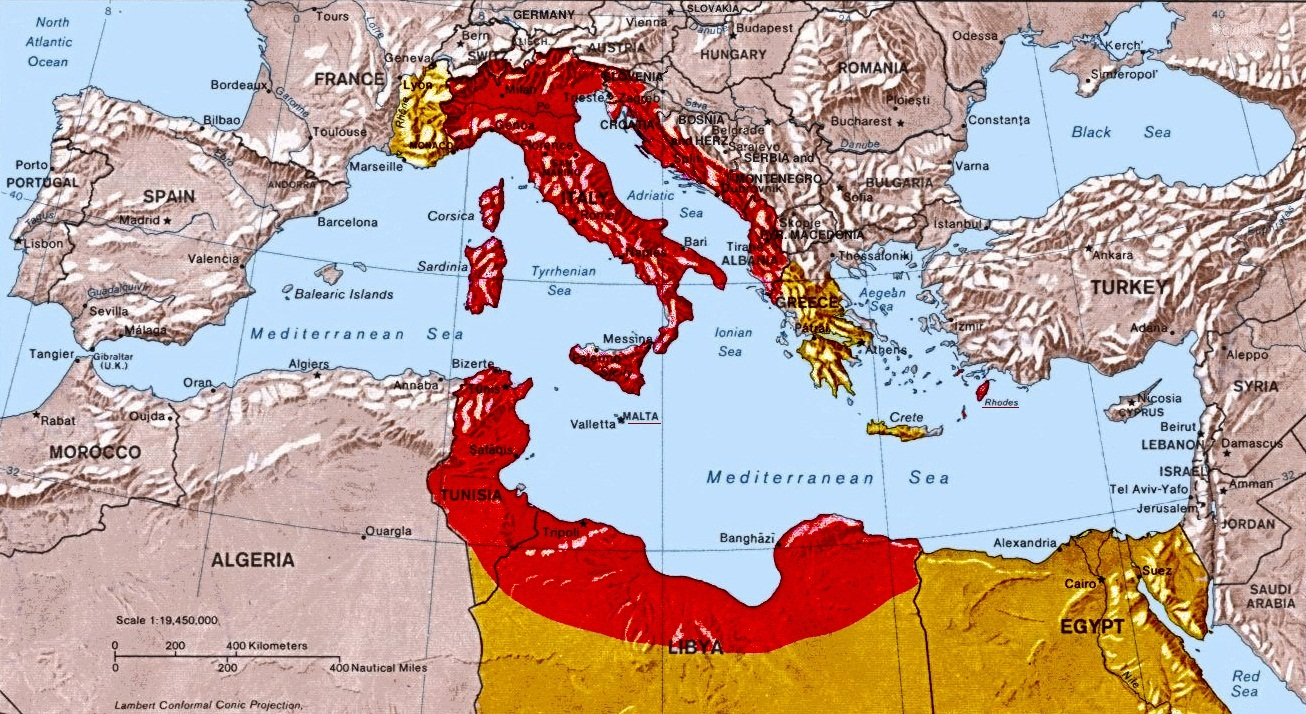
«Большая Италия»: красным обозначены планируемые её территории, желтым — фактические завоевания на 1942 год.

В 1930-е годы Италия стала проводить ещё более агрессивную внешнюю политику. Теперь уже захват Эфиопии становится делом национальной чести, дабы смыть позор поражения 40-летней давности. 3 октября 1935 года она вторгается в Эфиопию и к маю 1936 года захватывает её. В 1936 году был выдвинут проект «Большой Италии» — Итальянской колониальной империи. Средиземное море было объявлено зоной интересов Империи и провозглашалось «Нашим морем» (лат. Mare Nostrum), поскольку эта территория когда-то входила в состав Римской Империи. Акт необоснованной агрессии и укрепления Италии как влиятельной региональной державы вызвал недовольство у западных держав и Лиги Наций.
Ухудшение отношений с западными державами толкало Италию на сближение с Германией. В январе 1936 года Муссолини даёт принципиальное согласие на аннексию немцами Австрии при условии их отказа от экспансии на Адриатике.
Проводя антикоммунистическую политику, как внутреннюю, так и внешнюю, в частности, участвуя в гражданской войне в Испании на стороне националиста генерала Франко (в Испанию был послан итальянский экспедиционный корпус), 6 ноября 1937 года Италия присоединяется к Антикоминтерновскому пакту, а 22 мая 1939 года подписывает с Германией Стальной пакт.
7 апреля 1939 года Италия оккупирует Албанское королевство, где устанавливается итальянский протекторат. В дальнейшем территория Албании служит для Италии плацдармом для нападения на Югославию и Грецию.
1 сентября 1939 года Германия напала на Польшу, спустя два дня Франция и Великобритания объявили войну Германии. Началась Вторая мировая война. Однако Италия не спешила вступать в войну по обязательствам Стального пакта. Итальянские военачальники трезво оценивали возможности и состояние своей армии, которое было совсем не на высоте. К тому же итальянская армия в этот момент находилась в состоянии серьёзного перевооружения, начавшегося ещё с 1937 года и которое должно было завершиться лишь к 1942 году. 
Тем не менее, ситуация в Европе развивалась стремительно. После затишья с октября 1939 года по апрель 1940 года, немецкие войска, начиная с апреля 1940 года оккупировали Данию и Норвегию, а с мая Нидерланды, Бельгию, Люксембург, а также начали боевые действия против Франции. Муссолини колебался и был на распутье: с одной стороны, армия всё ещё не была готова для ведения большой войны, с другой — та стремительность, с которой Германия поглощала европейские страны, особенно Францию, имевшую общую границу с Италией, могла оставить Италию без желаемых территорий. Для итальянцев лакомым куском являлся Юг Франции, такие районы как Лазурный берег Лигурийского моря с городами Ницца и Ментона, области Савойя, Верхние Альпы и Приморские Альпы, а также острова Корсика и Мальта, второй как важнейший стратегический пункт на пути в Северную Африку в Средиземном море. 
Первоначально Гитлер неоднократно, в настойчивой форме просил Муссолини присоединиться к военным действиям. Однако Муссолини, уклоняясь от прямого ответа, запросил у официального Берлина 17 тыс. железнодорожных составов военных грузов, куда должны были входить и сырье и готовая техника, вооружение, боеприпасы. Естественно, что Германия, сама нуждавшаяся в ресурсах для ведения войны, ничего не предоставила и вскоре, на фоне успеха во Франции просьбы о вступлении Италии в войну, со стороны Берлина прекратились. Понимая, что чаша весов в победе на стороне Гитлера и боясь остаться вне будущего стола переговоров и передела Европы, 30 мая Муссолини прислал в Берлин ноту, в которой говорилось, что Италия планирует вступить в войну 5 июня. Однако, Гитлер отослал в Рим ответ, где рекомендовал перенести это мероприятие на несколько дней позже, дав таким образом понять Муссолини, что уже не особо нуждается в действиях союзника.
Наконец, 10 июня 1940 года, не считаясь с мнением союзной Германии и даже не имея с немецким верховным командованием какого-либо общего стратегического и оперативного плана действий, Муссолини объявил о вступлении Италии в войну против «плутократических режимов» Франции и Великобритании. Фактически, в июне-декабре 1940 года, Италия начала и вела параллельную войну, развернув боевые действия на Юге Франции, в Северной и Восточной Африке, в Греции и на Средиземном море. При этом, стараясь не привлекать к помощи Германию. Исключение было сделано лишь при совместных авиационных налётах на Великобританию в сентябре 1940 - январе 1941 годов и получении итальянцами базы подводных лодок BETASOM, в оккупированном немцами французским порту Бордо в Аквитании. Однако, после разгрома итальянской армии на всех военных театрах, кроме Франции, (которая сама капитулировала), Муссолини пришлось начать взаимодействовать со своим немецким союзником, ставить его в известность и даже подчиняться, что началось фактически с января 1941 года.

## Отношения с Германией во время войны
Несмотря на то, что нацистская Германия и фашистская Италия являлись союзниками во Второй мировой войне, отношения между ними складывались достаточно непростые. Гитлер относился к Италии противоречиво. С одной стороны, Италия была крупнейшим союзником Германии в Европе, имеющим более-менее развитую военную промышленность, к тому же она имела важное стратегическое расположение, позволявшее контролировать Средиземноморский регион и в частности Северную Африку. Через Италию и её порты шли немецкие военные грузы для германской армии в Африке. С другой стороны, Гитлер относился к итальянцам презрительно, особенно к ближайшему окружению Муссолини в лице маршала Пьетро Бадольо и главы парламента Дино Гранди. Естественно, что немцы считали себя в союзнических отношениях главными, с чем не мог смириться Муссолини. Ему очень не нравилось, что на фронтах, при совместных действиях, итальянскими военными часто командуют немецкие военачальники и что всегда последнее слово именно за ними. Немцы же не считали итальянцев серьёзными союзниками. К примеру, в Северной Африке итальянскими войсками, а с февраля 1941 года и вновь прибывшими германскими войсками должен был командовать итальянский генерал и генерал-губернатор Ливии Этторе Бастико, однако прибывший вместе с германскими войсками немецкий генерал Эрвин Роммель взял командование войсками «Оси» в Африке на себя, фактически отстранив Бастико от командования.
Противоречия между официальными Берлином и Римом сохранялись и в течение 1942—1943 годов. Итальянские военные также были не лучшего мнения о своих немецких союзниках. На Восточном фронте всё снабжение итальянцев шло через немцев, и по мере ухудшения своего снабжения немцы буквально обирали итальянцев.
Также итальянское правительство спускало на тормозах и так называемый «еврейский вопрос», что особо раздражало немецких союзников, прежде всего в лице Гиммлера. В 1938 году в Италии были приняты антисемитские расовые законы. В Берлине от официального Рима неоднократно требовали выдать всех итальянских евреев. Муссолини формально не возражал, однако на практике этой выдачи не происходило. Несмотря на фашистский режим, в Италии отношение к евреям не менялось в худшую сторону. Сотни тысяч евреев в Европе бежали из территорий, оккупируемых немцами, но всегда более-менее спокойно чувствовали себя в зонах итальянской оккупации.
8 сентября 1943 года Королевство Италия официально капитулировало перед странами Антигитлеровской коалиции. Немцы незамедлительно вошли на территорию Италии, а также захватили все итальянские оккупационные зоны. 11 сентября ОКВ издало меморандум, по которому итальянские войска разоружались и перед ними ставился выбор: либо перейти на сторону Германии, либо отправиться в военные и концентрационные лагеря. Многие из итальянских военных отказались от сотрудничества с немцами и были расстреляны или отправлены в лагеря. Значительная часть итальянцев в Югославии и Греции присоединилась к местным партизанам. В 1943—1944 годах массовые убийства итальянских военнопленных немцами исчислялись десятками тысяч в самых разных регионах Европы: в Греции, Албании, Польше, Украине, Беларуси. 23 сентября 1943 года на Севере Италии была создана марионеточная прогерманская Итальянская социальная республика, в которой фактическим руководителем была германская военная администрация. Там остались служить наиболее радикальные и преданные итальянские фашисты, сторонники союза с Третьим рейхом.

## Вооружение и состояние армии
К началу Второй мировой войны армия Италии была не готова к серьёзным боевым действиям. Дивизии были укомплектованы вооружением на 60%, не хватало обмундирования и кадровых офицеров. 3/4 ВМФ Италии к началу войны уже устарели. Экономика страны не позволяла вести глобальную войну, особенно затяжного характера. Так, в 1938 году в Италии выплавляли лишь 1,6 млн тонн стали, из 3000 самолётов только треть были боеспособны, из 12 тысяч артиллерийских орудий большинство относились ещё ко временам Первой мировой войны и ранее, на вооружении ещё оставались даже орудийные системы второй половины XIX века помнившие Первую Абиссинускую войну и Ихэтуаньское восстание. К тому же, итальянской промышленности в военное время катастрофически не хватало ресурсов, поэтому их импорт имел критичное значение для экономики. Железной руды хватило бы только на полгода, запаса горючего только на год, и в основном только у флота. При требовании Гитлера, чтобы Италия как союзник Германии вступила в войну, Муссолини через министра иностранных дел и своего зятя графа Чиано отправил Гитлеру в конце августа 1939 года список необходимых Италии для вступления в войну вооружений и материалов, в котором речь шла о 170 млн. тонн стратегических материалов, для перевозки которых потребовалось бы 17 тысяч железнодорожных эшелонов. Естественно, что эти пожелания не были удовлетворены немецкой стороной. В дальнейшем Германии всё же пришлось передавать итальянцам небольшие партии вооружения, в основном пикирующие бомбардировщики Ю-87, тяжелые зенитные орудия и другие артсистемы, трофейные французские танки и танкетки, нефтепродукты, количество которых постоянно сокращалось, а так же незначительное количество танков и самоходок. Впрочем, это не оказало влияния на боеспособность итальянской армии. 

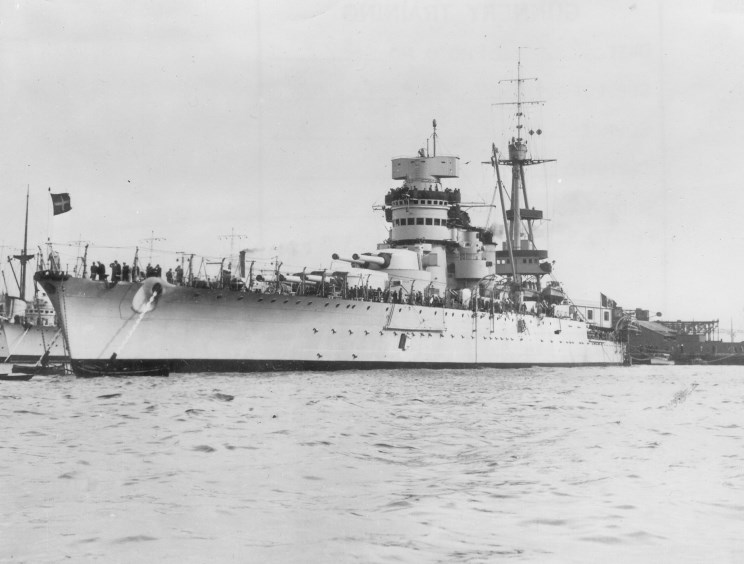
Флагман Королевского ВМФ линкор «Джулио Чезаре»

Военно-воздушные силы Королевства Италия, образованные в самом начале XX века, ещё до Второй мировой войны успели принять участие во многих военных конфликтах, таких как: Итало-турецкая война, Первая мировая война, Итало-эфиопская война 1935-1936, Гражданская война в Испании. ВВС оснащались всеми современными на тот момент типами самолётов, производившимися итальянскими компаниями, среди которых: истребители: Fiat CR.32; Fiat CR.42 Falco; Fiat G.50 Freccia. Бомбардировщики: Breda Ba.65; Breda Ba.88 Lince; Savoia-Marchetti SM.79 Sparviero. Транспортные самолёты: Savoia-Marchetti SM.74. Гидросамолеты: Savoia-Marchetti S.55; CANT Z.506 Airone; Fiat RS.14 и др.
Ощущалась острая нехватка бронетехники. Вплоть до конца 1930-х годов итальянские бронетанковые силы были представлены в основном отечественными устаревшими легкими танками типа Fiat 3000 и двумя тяжелыми танками Fiat 2000, созданными ещё в конце Первой мировой войны и фактически снятыми с вооружения в 30-х. Бронеавтомобили вроде Lancia IZ или FIAT Tripoli также были созданы ещё во время Первой Мировой войны. Не слишком помогла постройка трехосных бронеавтомобилей FIAT 611, которых было произведено несколько десятков. Основу итальянской бронетехники составляли танкетки CV3/33, разработанные в начале 30-х годов на основе британских танкеток «Карден-Ллойд». Вряд ли можно было назвать эти легкобронированные машины с пулемётным вооружением, предназначенные для поддержки пехоты, достойными противниками танков потенциального противника. Накануне Второй мировой войны были приняты на вооружение новые типы бронетехники: легкие танки L6/40; средние (по итальянской классификации) M11/39; бронеавтомобили AB40/41. В целом сырые конструкции потребовали дальнейшего совершенствования, а первые бои в Греции и Африке потребовали создания новых типов бронетехники и артиллерии, противотанковых САУ, штурмовых орудий, бронетранспортеров. Артиллерия была представлена значительным количеством орудий, созданных ещё в годы Первой мировой войны, в том числе и трофейных австрийских и немецких, а также рядом систем, созданных в межвоенный период. Отсутствие эффективных мобильных противотанковых средств в первые годы войны вынудило итальянцев прибегнуть к старому проверенному методу, известному ещё со времён Первой Мировой войны. Артиллерийские орудия устанавливали в кузов армейских грузовиков. Эти машины получили название "autocannone". Стрелковое вооружение было представлено основной винтовкой Carcano Mod. 91 и её разновидностями, пистолетом-пулемётом Beretta MAB 38, пистолетами Beretta M34, Beretta M35, Glisenti M1910, револьверами Bodeo M1889. На хранении был ряд образцов стрелкового оружия австро-венгерского производства, доставшегося итальянцам после Первой Мировой войны. Отсутствие ряда специфических систем вооружения восполнялось за счёт Третьего Рейха. Так, итальянская промышленность не производила противотанковых ружей. Поэтому Германия поставила итальянцам трофейные противотанковые ружья Wz.35 польского производства. Кроме них также использовались противотанковые ружья Solothurn S18-100 швейцарского производства.

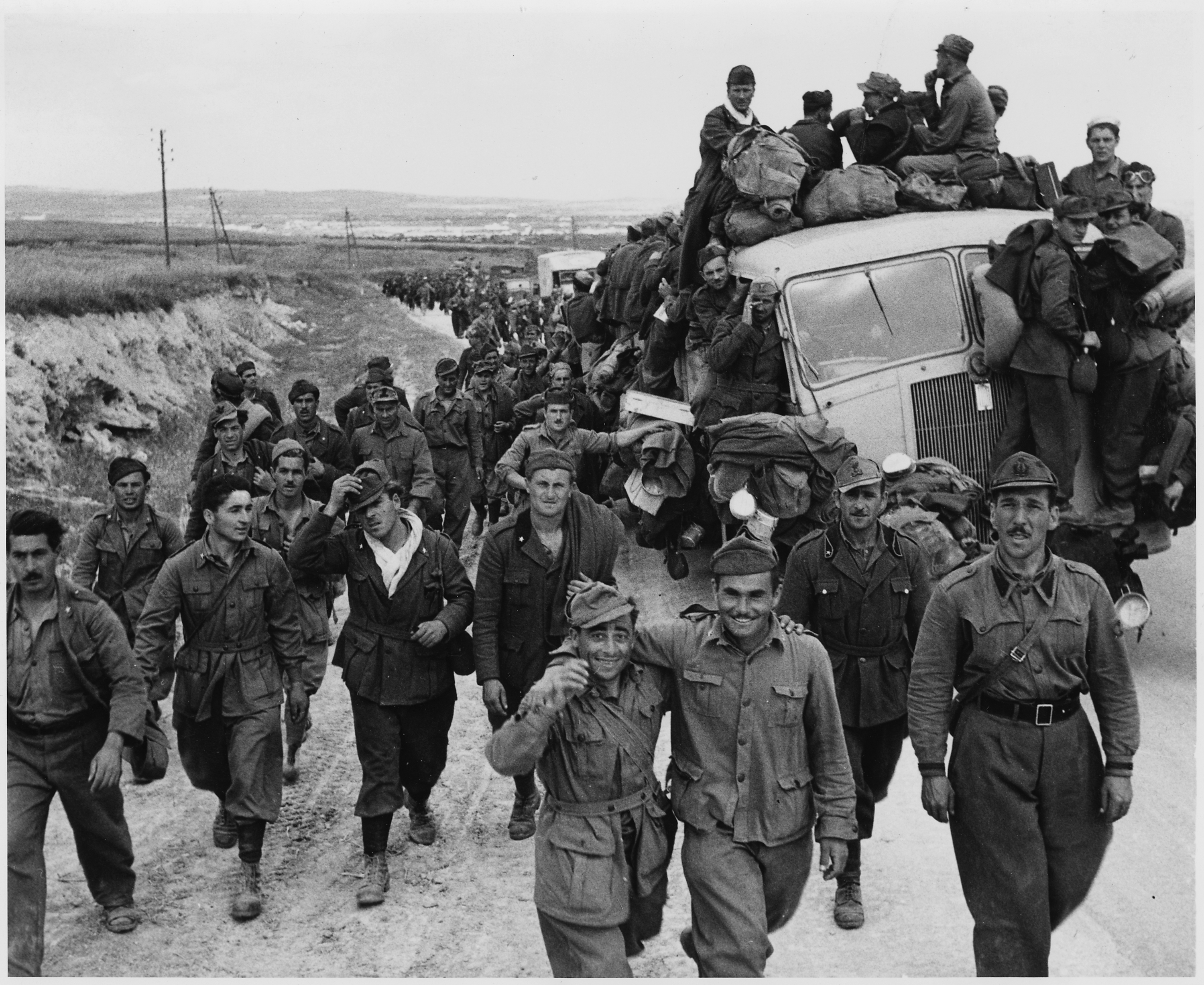
Итальянские военнопленные после разгрома в Тунисской кампании (1943)

Однако итальянская армия и промышленность не были рассчитаны на участие в затяжной войне. К 1941-42 годам постепенно начинались проблемы с продовольствием, боеприпасами и восполнением потерянной в боях техники. Кроме того, свою отрицательную роль играл в этом и союзник Италии, нацистская Германия. Так, на Восточном фронте и в Северной Африке большая часть снабжения итальянской армии шла через немцев, которые по мере усугубления собственного снабжения отбирали у итальянских и прочих своих союзников продовольствие, тёплые вещи и пр. В Восточноафриканской кампании итальянская армия оказалась фактически отрезана от метрополии, поскольку основным путём поставок необходимых грузов из Италии в Эфиопию и Сомали был Суэцкий канал в Египте, который контролировался британскими войсками, во многом этот фактор повлёк довольно быструю капитуляцию основных итальянских сил. Итальянская промышленность не была в состоянии восполнить достаточно серьёзные потери автобронетехники в Северной Африке. К тому же с 1943 года начались налёты бомбардировочной авиации союзников на промышленные центры Италии.
К лету 1943 года ситуация для Италии стала катастрофической. Разгром итальянских войск под Сталинградом и в Северной Африке, боевые действия против партизан в Югославии и Греции, затянувшаяся война привели как к падению духа, так и к экономической кризису. В стране уже несколько лет действовала карточная система и нормированная выдача продуктов. Сами итальянцы горько шутили, что с обретением ими Эфиопии они перестали пить кофе, вместо него был эрзац. Восполнить потери в живой силе и технике также не представлялось возможным. На промышленных предприятиях страны начались даже стачки и забастовки - неслыханные события для тоталитарного фашистского режима, да ещё в военное время. Король и генералитет хорошо понимали, что дальнейшее пребывание Италии в войне будет только ухудшать положение, особенно ясно это стало после высадки англо-американских войск на Сицилии. Поэтому начались прощупывания и поиски тайных контактов с англо-американскими силами с тем, чтобы заключить с ними сепаратный мир и выйти из войны. Однако сделать это, имея у власти фашистский режим во главе с Муссолини, было невозможно. Поэтому был организован государственный переворот 25 июля 1943 года, в ходе которого Муссолини был снят со своих должностей и арестован.

## Вторжение Италии во Францию и её оккупация (июнь 1940 — сентябрь 1943)
10 июня 1940 года Италия объявила войну Франции и Великобритании. Ввиду общей границы итальянская армия начала вторжение в Юго-Восточную Францию. Однако бои для итальянской армии складывались неблагоприятно. Лишь после капитуляции Франции перед Германией итальянские войска смогли занять небольшую французскую территорию с городом Ментона, которая стала оккупационной зоной. В 1942 году зона была существенно расширена. Итальянские войска и оккупационная администрация сохраняли там своё присутствие до сентября 1943 года, пока их не сменили немецкие войска.

## Бомбардировки подмандатной Британии Палестины (июнь 1940 — июнь 1941)
Попытка Итальянских ВВС путём бомбардировок дестабилизировать ситуацию на Ближнем Востоке значительную часть которого в то время контролировала Великобритания. Основными объектами бомбардировок были нефтеперерабатывающие заводы, а также средиземноморские порты Палестины. Бомбардировке подвергались Тель-Авив, Хайфа, Акко и Яффо. После начала 1941 года в связи с изменившейся обстановкой в Северной и Западной Африке, бомбардировки Палестины пошли на спад. Последние налёты были проведены в июне 1941 года.

## Вторжение в Египет. Первое вторжение в Грецию (июнь 1940 — март 1941)
10 июня 1940 Италия объявила войну Великобритании и Франции. 11 июня итальянская авиация совершила первый налёт на остров Мальту, где находилась крупная британская военно-морская база.
13 сентября 1940 итальянская армия вторглась с территории Ливии в Египет с целью захвата Александрии и Суэцкого канала, но вскоре она была остановлена. 28 октября Италия вторглась в Грецию с территории Албании. Однако греческая армия остановила атаку, перешла в контрнаступление и нанесла итальянцам сокрушительное поражение, выбив их с территории страны и заняв Южную Албанию. 11 ноября англичане нанесли серьёзное поражение итальянскому флоту в Таранто (большая часть линейных кораблей были серьёзно повреждены), после чего морские перевозки в Африку для итальянцев стали довольно затруднительны. 9 декабря 1940 английские войска перешли в наступление в Египте, заняли всю Киренаику и в начале февраля 1941 вышли в район Эль-Агейла. После этого англичане прекратили наступление в Северной Африке и начали переброску войск в Грецию.

## Сражения в Восточной Африке (июль 1940 — ноябрь 1941)
3 августа 1940 итальянские войска начали наступление с территории Эфиопии и Итальянского Сомали в британские колонии Кению, Судан и Британское Сомали. В Британском Сомали им удалось вытеснить значительно уступавшие им по численности южноафриканские и британские колониальные войска через пролив в британскую колонию Аден. В Судане итальянцам удалось занять города Кассала, Галлабат, Курмук, но вскоре они были остановлены.

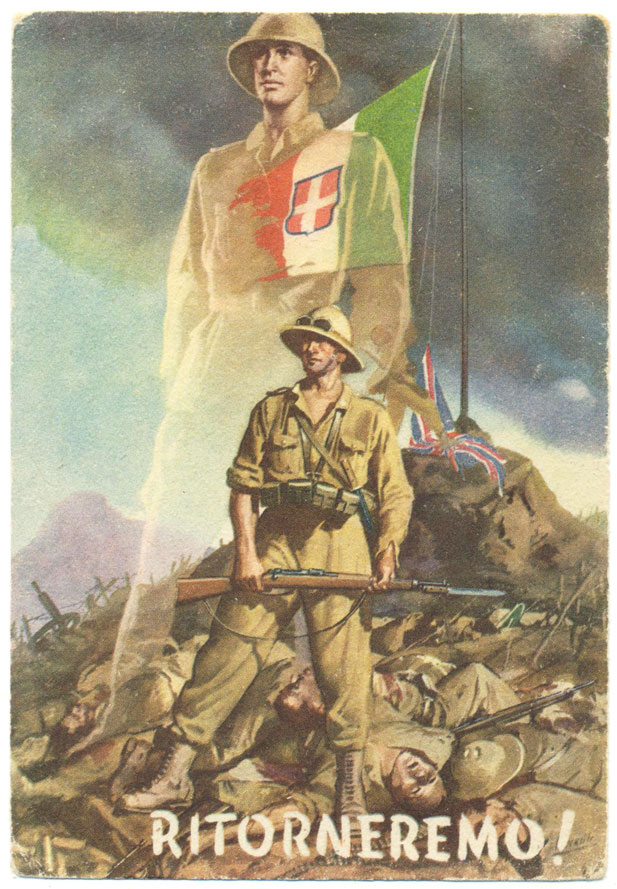
Итальянский плакат, призывающий к возвращению захваченных британцами итальянских колоний в Восточной Африке

В январе 1941 британские войска в Восточной Африке перешли в контрнаступление и изгнали итальянцев из Кении и Судана. К марту британцы захватили Итальянское Сомали и вторглись в Эфиопию, где их численность стала быстро возрастать, главным образом благодаря притоку эфиопских партизан. 6 апреля 1941 английские, южноафриканские и эфиопские войска вошли в Аддис-Абебу. Итальянцы были полностью разбиты. Последние сопротивляющиеся итальянские войска сдались в ноябре 1941. После этого из остатков итальянских частей, не пожелавших сдаваться британцам, были сформированы партизанские группы, действовавшие на территории Эфиопии вплоть до октября 1943 года.

## Участие Италии в битве за Британию и Атлантику (август 1940 — сентябрь 1943)
Являясь союзником Третьего Рейха, Италия, вступив во Вторую мировую войну, обязалась оказать военную помощь немцам в боевых действиях в Европе. С планом вторжения в Великобританию и предшествующим ему для этого установлением господства в воздухе над территорией этой страны начались налёты авиации Люфтваффе на южную часть Британии, а в Бельгии был сформирован Итальянский воздушный корпус, который действовал совместно с немцами в период с сентября 1940 по январь 1941 года.
В августе 1940 года в Бордо итальянцам была передана база для подводных лодок, которые смогли бы действовать в Атлантическом океане. Впоследствии эта база получила название BETASOM, а итальянские субмарины базировались на ней до выхода Италии из войны в сентябре 1943 года.

## Захват Греции и Югославии. Сражения в Северной Африке (март — ноябрь 1941)
6 апреля союзные войска Германии, Италии, Венгрии, Румынии и Болгарии вторглись в Югославию и Грецию. 13 апреля пал Белград, 18 апреля Югославия подписала капитуляцию и 350 тыс. её солдат попали в плен. В Греции итало-немецкие войска разгромили основные силы греческой армии к 20 апреля.
Трудное положение итальянцев в Северной Африке заставляет их просить помощи у Германии. В Африку прибывает немецкий корпус во главе с генералом Роммелем. 31 марта он переходит в наступление и к 15 апреля выбивает англичан из Ливии и подходит к границам Египта.
Летом 1941 британский флот и авиация прочно захватили господство на море и в воздухе на Средиземноморском театре. Используя остров Мальта как базу, они потопили в августе 1941 33 %, а в ноябре — свыше 70 % грузов, направлявшихся из Италии в Северную Африку.

## Участие Италии в войне с СССР (август 1941 — февраль 1943)
После нападения Германии на СССР, Муссолини как союзник предложил отправить туда итальянские экспедиционные войска. Первые из них прибыли в августе 1941 года. В 1941—1942 годах они участвовали в захвате Украины, в боях на Дону, а с августа 1942 года и в битве за Сталинград, где и были разгромлены. Уцелевшие остатки 8-й итальянской армии были возвращены в Италию весной 1943 года.

## Оккупация Корсики (декабрь 1942 — сентябрь 1943)
8 ноября 1942 года силы Союзников предприняли высадку в Северной Африке. В ответ на это германское командование разработало операцию «Антон», в рамках которой итальянские войска оккупировали остров Корсику (11 ноября) и ряд южно-французских земель до реки Роны.

## Итальянская кампания (май 1943 — май 1945)
10 июля 1943 англо-американские войска начали высадку на острове Сицилия. Располагая абсолютным превосходством сил на море и в воздухе, они к середине августа овладели Сицилией, а в начале сентября  переправились на Апеннинский полуостров. В Италии нарастало движение за ликвидацию фашистского режима и выход из войны. В результате ударов англо-американских войск и роста антифашистского движения в конце июля пал режим Муссолини. Его сменило правительство Бадольо, подписавшее 3 сентября перемирие с США и Великобританией. 
В ответ немцы ввели в Италию дополнительные контингенты войск, разоружили итальянскую армию и оккупировали страну. 
9 сентября 1943 года, на следующий день после опубликования сообщения о капитуляции Италии, итальянские корабли, базировавшиеся в Специи (в их число входили линкоры «Рома», «Витторио Венето» и «Италия», крейсеры «Эудженио ди Савойя», «Раймондо Монтекукколи», «Эммануэле Филиберто Дюка д’Аоста» и «Луиджи ди Кадорна», восемь эсминцев), отправились под командованием адмирала Карло Бергамини для сдачи британцам на Мальту. Из Генуи дополнительно отплыли крейсеры «Дюка делли Абруцци», «Джузеппе Гарибальди» и «Аттилио Реголо». Тем временем немецкие войска готовились к захвату или в крайнем случае к уничтожению всего итальянского флота, чтобы он не достался союзникам. С аэродромов на юге Франции взлетели несколько самолётов Dornier Do 217, вооруженные тяжелыми радиоуправляемыми планирующими авиабомбами «Фриц-X». Ими был потоплен линкор «Рома». Оставшиеся итальянские корабли добрались до Мальты.
В особенно затруднительном положении оказались оккупационные итальянские войска в Греции. Часть из них сдалась немцам. Дивизия «Акви» на острове Кефалиния оказала сопротивление немецким войскам, но была разгромлена, а сдавшиеся немцам солдаты и офицеры были ими расстреляны (см. также статью Убийства итальянских военнопленных (1943)). Солдаты и офицеры дивизии «Пинероло» частично перешли на сторону греческих партизан ЭЛАС и ЭДЕС, частично были разоружены ими, многие затем погибли от голода и болезней.
В начале сентября 1943 года итальянские войска покинули архипелаг Додеканес, принадлежавший Италии ещё до войны. Великобритания решила захватить острова, чтобы использовать их как базу для наступления на Балканский полуостров. Британским войскам удалось захватить к середине месяца большинство островов, однако британские войска на островах в ноябре 1943 года были эвакуированы или сдались.
Поскольку 8 сентября 1943 года Италия капитулировала и перешла на сторону союзников, то она стала врагом Японии, бывшего союзника. В это время итальянский вспомогательный крейсер «Калитея», проводивший совместные морские операции с Японией, находился в порту Кобе.  Все 121 итальянский член экипажа на борту были внезапно признаны врагами Японии и доставлены в лагерь для военнопленных недалеко от Кобе. В самом лагере содержалось более 600 военнопленных, которых заставляли каждый день работать на сталелитейном заводе с 7 утра до 5 вечера. Итальянские гражданские лица также оказались втянуты в конфликт. Была задержана итальянская дочка дипломата вместе с более чем 40 итальянскими консульскими служащими и их семьями. Их отправили более чем на 500 километров на север, в горы префектуры Акит, где насильно загнали в церковь и они были вынуждены спать на полу. Более 10 процентов военнопленных и иностранных заключенных погибли в плену, в том числе и те, кто думал, что они союзники Японии, но внезапно для них самих оказались врагами.
В сентябре 1943 года итальянская армия в Италии, не попавшая в немецкий плен, была реорганизована и сосредоточена на юге Италии, где она готовилась к войне против немецких войск. 28 сентября в Бриндизи верховное командование создало первую моторизованную боевую группу под командованием генерала Виченцо Дапино — первую воинскую часть итальянской Королевской армии, которая участвовала в боях против германских войск. 8 декабря 1943 года итальянские войска атаковали позиции немцев на холме Монте-Лунго к северу от Неаполя. 28 декабря 1943 года итальянцы одержали на Монте-Лунго победу и заняли гору. В январе 1944 года итальянские войска, сражавшиеся на стороне союзников, увеличились. Был создан Итальянский Освободительный корпус численностью 22 000 человек, состоящий из трех дивизий «Нембо», «Утили» и «Леньяно». Итальянский Освободительный корпус воевал против немцев в ходе боевых действий в Монте-Кассино, Анцио и Филотрано в январе—июне 1944 года. В сентябре 1944 года итальянское правительство Бономи создало на базе итальянского Освободительного корпуса 1-ю итальянскую армию, состоящую из 6 дивизий, названных боевыми группами «Кремона», «Леньяно», «Фриули», «Мантуя», «Пичено» и «Фольгоре» общей численностью 80 000 солдат и офицеров. Боевые группы 1-й итальянской армии сражались против немецких войск на «Готской линии» в Северной Италии, в 1944—1945 способствовав разгрому немцев и освободив многие города. 
Италия начала с конца 1944 года репатриацию находившихся на её территории советских военнопленных в СССР, чем обеспечивала советскую сторону как рабочей силой, так и военнослужащими. По состоянию на 30 декабря 1944 года из Италии в СССР были репатриированы 7215 советских военнопленных.
После оккупации части итальянской территории Вермахтом и создания марионеточной Итальянской социальной республики 23 сентября 1943 года под руководством освобожденного немцами из под ареста Муссолини немцы приступили к отправке евреев Италии в лагеря смерти.

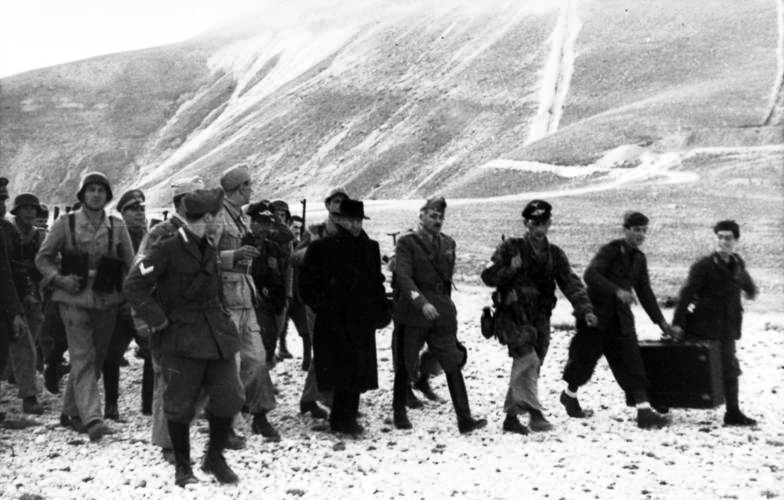
Муссолини после освобождения немцами 12 сентября 1943 г.

В связи с оккупацией Италии немецкими войсками возникло итальянское движение Сопротивления, началась гражданская война между антифашистами и фашистами. Летом 1944 года была создана партизанская армия численностью свыше 100 тысяч человек. За действия итальянских партизан немцы жестоко мстили мирным жителям (смотри, в частности, статьи Массовое убийство в Ардеатинских пещерах, Массовое убийство в Марцаботто, Массовое убийство в Сант-Анна ди Стаццема). На стороне немцев сражались Чёрные бригады сторонников Муссолини.
К ноябрю 1943 года, после высадки англо-американских десантов в Салерно, германское командование отвело свои войска в район Рима, где фронт стабилизировался. Лишь в мае 1944 года союзники сумели прорвать германскую оборону южнее Рима и, соединившись с десантом, ранее высаженным у Анцио, заняли итальянскую столицу 4 июня 1944 года. После этого 2 французские и 3 американские дивизии были отозваны с фронта для высадки в Южной Франции. Затем до весны 1945 года война в Италии была позиционной, боевые действия происходили в районе «Готской линии».

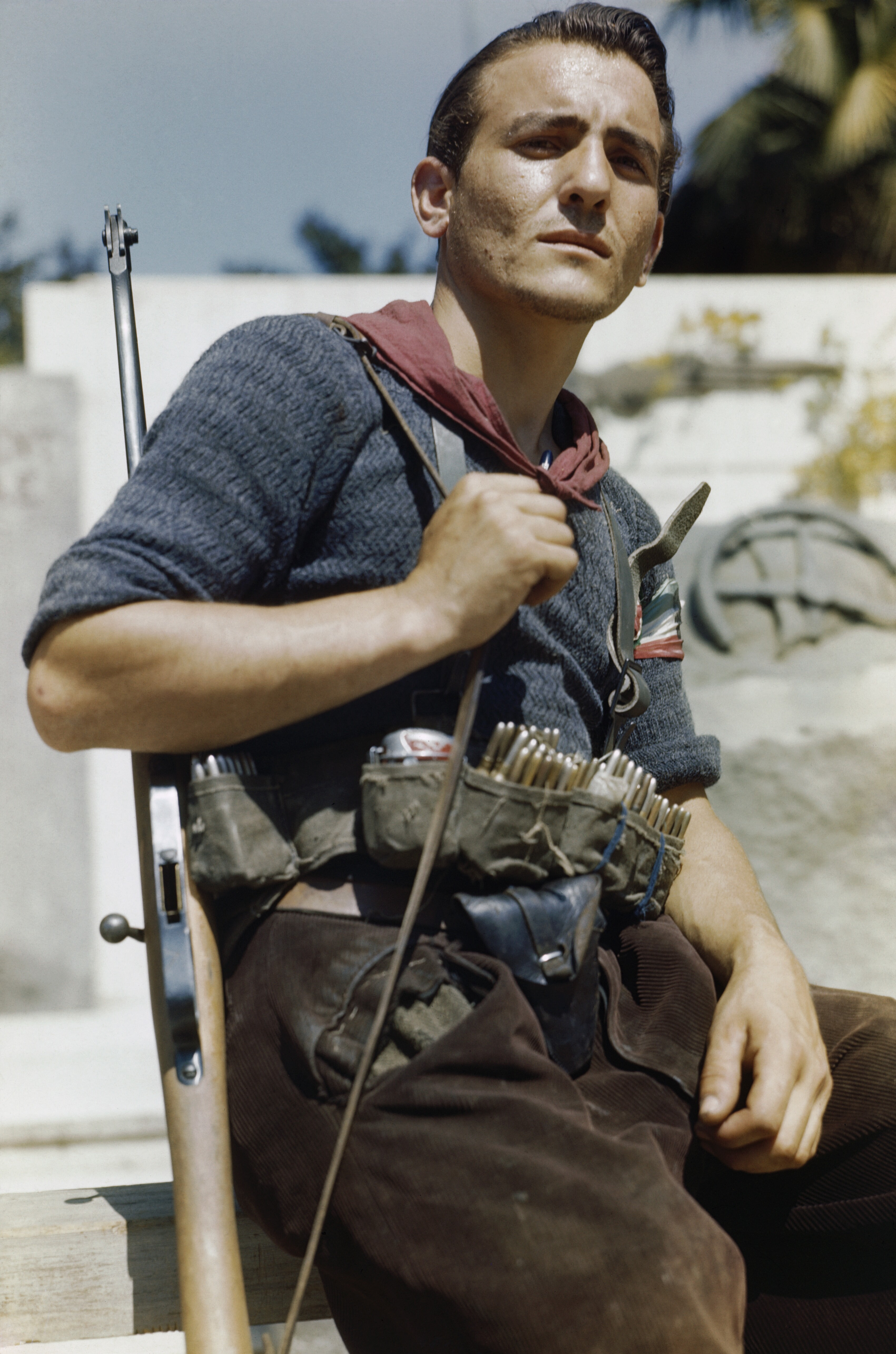
Итальянский партизан во Флоренции, август 1944 года

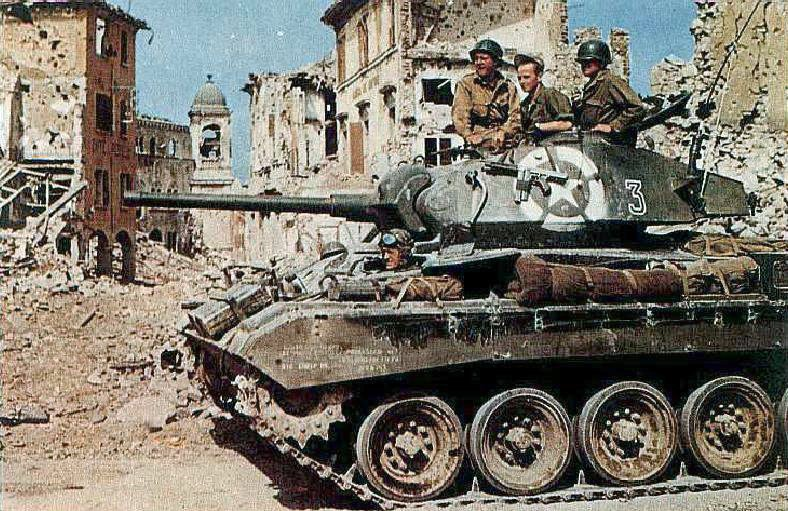
Американский танк в Болонье, апрель 1945 года

В первой половине апреля 1945 года союзники развернули решающее наступление в Северной Италии. После ряда боёв они заняли Болонью и форсировали реку По. Началось национальное восстание, организованное Движением Сопротивления. В конце апреля под ударами союзных войск и воздействием восстания немецкие войска стали быстро отступать, а 2 мая немецкая группа армий «C» капитулировала.